# Francisco Javier Múnera Correa
Francisco Javier Múnera Correa (ur. 21 października 1956 w Copacabana) – kolumbijski duchowny rzymskokatolicki, w latach 1999–2021 wikariusz apostolski, a następnie biskup San Vicente, arcybiskup metropolita Cartagena de Indias
 od 2021